# Bíró Zoltán (politikus)
Bíró Zoltán (Budapest, 1941. április 21. –) magyar irodalomtörténész, politikus, főiskolai oktató, a Rendszerváltás Történetét Kutató Intézet és Archívum korábbi főigazgatója.

## Élete
Bíró Antal és Venczel Róza gyermekeként született.
1959–1965 között a dabasi járási művelődési házban dolgozott.
1969-ben diplomázott az ELTE magyar-népművelés szakán. 1982-ben francia nyelvből állami középfokú nyelvvizsgát tett. A JATE-n summa cum laude fokozattal doktorált.
1969 óta publikált különböző irodalmi lapokban, folyóiratokban. 1970–1971 között a SZOT Központi Iskola népművelő tanára, 1971–1974 között a Művelődésügyi Minisztérium főosztályának főelőadója, 1974–1980 között a Kulturális Minisztérium közművelődési főosztályának osztályvezetője volt. 1981–1983 között a Petőfi Irodalmi Múzeum megbízott igazgatói tisztségét töltötte be. 1983–1988 között az Országos Széchényi Könyvtár főmunkatársaként dolgozott. 1984-ben kezdeményezője és aláírója volt az ún. tizenkilencek levelének, melyben magyarországi értelmiségiek Kádár János pártfőtitkárnál beadványban kezdeményeztek lépéseket a romániai magyarság ügyében.
1988. április 9-én a Magyar Szocialista Munkáspárt (MSZMP) kizárta tagjai közül Bihari Mihállyal, Lengyel Lászlóval és Király Zoltánnal együtt. 1988. július 1-től a Juhász Gyula Tanárképző Főiskola Magyar Irodalom Tanszékének docense volt. Még ugyanebben az évben a Hitel alapító-szerkesztője lett, és 4 éven át vezette a lapot.
Az MDF egyik alapító tagja, 1987. szeptember 27-től 1989. október 21-ig első (ügyvezető) elnöke volt. 1991-ben kilépett a pártból és Pozsgay Imrével közösen megszervezték a Nemzeti Demokrata Szövetséget, aminek 1996-os megszűntéig társelnöke volt (Pozsgayval).

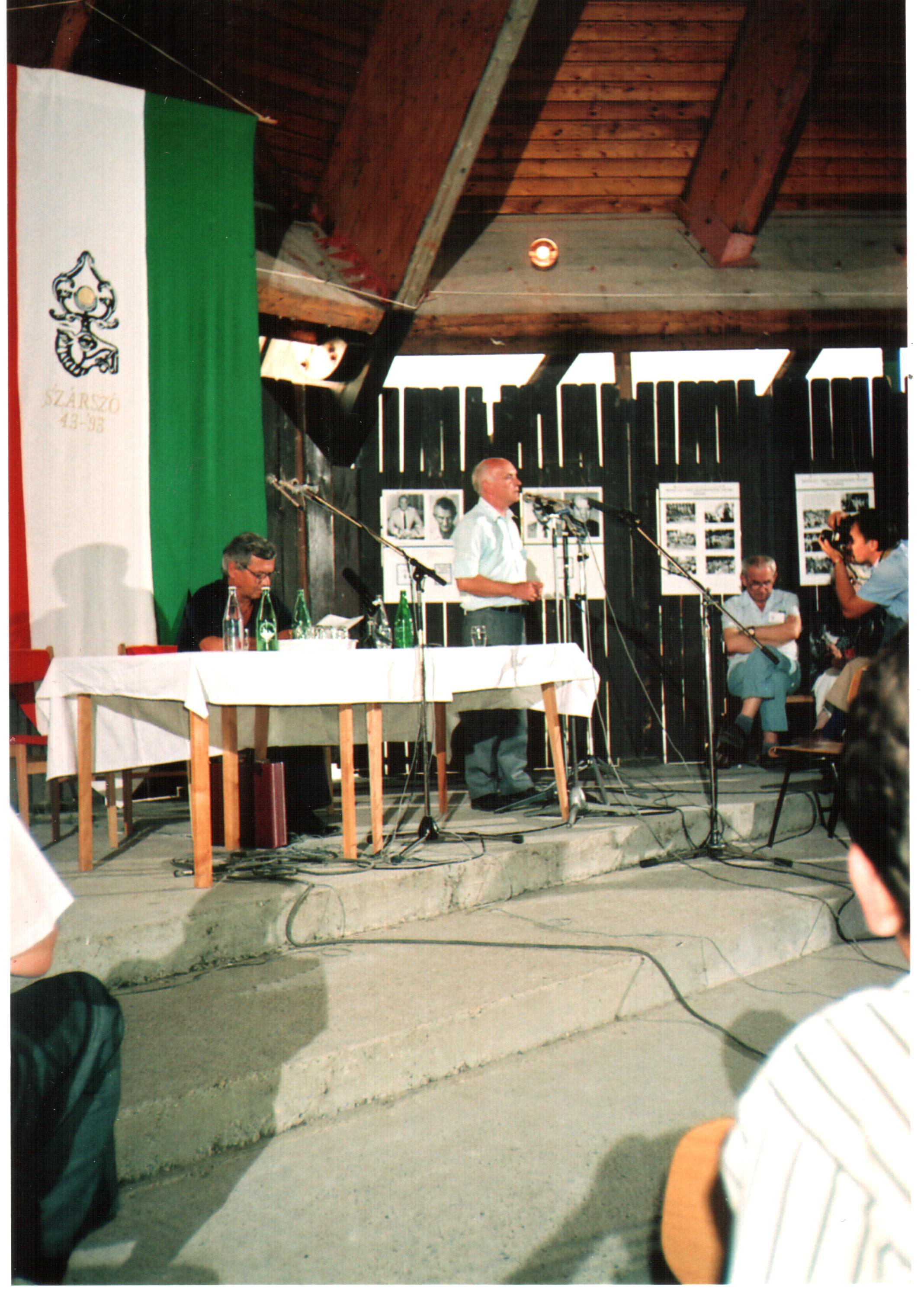
Bíró Zoltán a Szárszó 1993 Konferencián

Eddig mintegy 100 publikációja jelent meg. Leginkább a Tiszatáj, a Forrás, a Napjaink, a Kortárs, a Hitel, a Látóhatár közölte írásait.
Kandidátusi értekezését 1996-ban védte meg a népi írói mozgalom, ill. a Válasz című folyóirat gondolatkörének vizsgálata tárgyában, ettől az időponttól az irodalomtudomány kandidátusa. A dolgozat opponensei Czine Mihály és Pomogáts Béla voltak.
Az utóbbi években eszmetörténeti és politikatörténeti előadásokat tartott Japánban, Svédországban, Franciaországban.
2013 és 2019 között a Rendszerváltás Történetét Kutató Intézet és Archívum főigazgatója volt.

## Kutatási területei
Kutatási területeihez tartozik Ady Endre és a magyar századelő, valamint a jelentősebb magyar történelmi fordulópontok eszmetörténeti jelentősége a magyar irodalomban; valamint a nemzettudat, nemzeti önismeret a magyar irodalomban.

## Könyvei
- A magyarság esélyei. A tanácskozás jegyzőkönyve. Lakitelek, 1987. szeptember 27.; szerk. Biró Zoltán, Csurka István, Für Lajos; s.n., Bp., 1987
- Vállalások és kételyek; Szépirodalmi, Bp., 1987
- Saját út; Eötvös, Bp., 1988
- Októberi kérdések. Pozsgay Imrével beszélget Bíró Zoltán; Eötvös–Püski, Bp., 1989
- Kizárt a párt. Bihari Mihály, Bíró Zoltán, Lengyel László, Király Zoltán; riporter Ács Zoltán; Primo, Bp., 1989
- Egy év után, választás előtt. Bíró Zoltán második beszélgetése Pozsgay Imrével; Püski, Bp., 1990
- Elhervadt forradalom; Püski, Bp., 1993
- Ady Endre sorsköltészete; Püski, Bp., 1998
- Saját út. A "harmadik út" és az 1945. utáni Válasz folyóirat gondolatköre; Püski, Bp., 1998
- Két nemzedék. A magyar irodalom két nagy nemzedéke a 20. században. Felsőoktatási tankönyv; Nemzeti Tankönyvkiadó–Universitas, Bp., 2001
- Korszakváltás. Válogatás a Magyar Hírlapban megjelent írásokból; Antológia, Lakitelek, 2010
- Szétszaggatott ország. Trianon a magyar költészetben; szerk., előszó Bíró Zoltán; Antológia, Lakitelek, 2010
- Országkép, 2010-2013; Kairosz, Bp., 2014

## Díjai
- A Magyar Érdemrend középkeresztje a csillaggal (2020)
- Magyar Örökség díj (2022)

## Videófelvételek
- A rendszerváltás ! 2 Beszélgetés Bíró Zoltánnal. Cs. Szabó Béla szerkesztő-riporter és Neszveda Péter Kristály Média és Film – Youtube.com, Közzététel: 2023. január 21.